# اسکودنسهاون
اِسکودنِسْ هاونْ، (به نروژی: Skudeneshavn) سابقاً یک محدودهٔ شهرداری و در حال حاضر یک شهر در استان روگالاند، در کشور نروژ است. طبق آمار سال ۲۰۲۰ میلادی این شهر و یا شهرک، دارای مساحتی برابر ۲٫۵ کیلومتر مربع و جمعیتی برابر با ۳۳۱۰ نفر است.
اِسکودنِسْ هاونْ، در انتهای جنوبی کارموی واقع شده است. این شهر در سال ۲۰۱۶ توسط بنیاد میراث فرهنگی نروژ نشان ویژه ای را دریافت کرد و در سال ۲۰۱۸ به عنوان یک محیط فرهنگی، تحت حفاظت قرار گرفت .
اِسکودنِسْ هاونْ، یک شهرک ماهیگیری قدیمی است که در ابتدای قرن ۱۹ به سبب فراوانی  شاه ماهی گسترش پیدا کرد. ساختمانها و فضای محلی  این شهرک، ارزش فرهنگی-تاریخی زیادی دارد. در عمل، می توان گفت که تمام  و یا بیشتر ۱۲۵ خانه و ۱۰۰ انبارک  قایق، که در سال ۱۸۵۰ در شهر بودند هنوز پابرجا هستند.
چند مالک کشتی،  در اِسکودنِسْ هاونْ،   ثبت شده اند. ضمن این که این شهرک، دارای مرکز پذیرش و پردازش ماهی  ، کارگاه  مکانیک  دریایی، و همچنین یک پارک طبیعت با درختان زیادی از کشورهای دیگر است.
شورای شهرداری در کارموی در سال ۱۹۹۶ تصمیم گرفت که  اِسکودنِسْ هاونْ، باید دارای وضعیت  یک شهر باشد.
نام  شهرک، ریشه قدیمی اسکاندیناویایی در ویژگی جغرافیای محل دارد.